# Katharina Müller-Elmau
Katharina Müller-Elmau née le 13 septembre 1965 à Göttingen, est une actrice allemande.

## Filmographie
- 1986: Reschkes großer Dreh
- 1986: Losberg (série télévisée)
- 1988: Drei D
- 1990: Eine Wahnsinnsehe
- 1991: Comedy Street
- 1992: Kalle, der Träumer
- 1994: Herr Paul
- 1995: Patricias Geheimnis
- 1995: Japaner sind die besseren Liebhaber
- 1997: Die Unzertrennlichen (série télévisée)
- 1997: Der Mordsfilm (série télévisée)
- 1997: Der Doppelgänger
- 1997: Der Große Lacher
- 1998: Eine Ungehorsame Frau
- 1999: Paul und Clara – Liebe vergeht nie
- 2000: Crazy
- 2000: Marlene
- 2001: Herz im Kopf
- 2002: Herzen in Fesseln
- 2002: Tanners letzte Chance
- 2003: Tatort – "Das Phantom"
- 2004: Un papa en or (Ein Baby zum Verlieben) (TV)
- 2004: Unter weißen Segeln – Urlaubsfahrt ins Glück
- 2005: In Liebe eine Eins
- 2005: Mein Vater, seine Neue und ich
- 2005: Liebe nach dem Tod
- 2005: Le Renard (Der Alte) – "Die verdammte Lüge" (TV)
- 2006: Sauvez mon oie ! (Rettet die Weihnachtsgans) (TV)
- 2006: Liebes Leid und Lust
- 2007: L'Été enchanteur (Die Verzauberung) (TV)
- 2009: Nichts als Ärger mit den Männern
- 2009: Schutzlos
- 2009: Tatort – "Bittere Trauben"
- 2009: Ma belle-fille est un homme (All You Need Is Love – Meine Schwiegertochter ist ein Mann) (TV)
- 2010: Vincent will Meer
- 2010: Tatort – "Nie wieder frei sein"
- 2010: L'Hôtel de tous les mystères  (Kreutzer kommt) (TV)
- 2011: Die Trödelqueen – Gelegenheit macht Liebe
- 2011: Föhnlage. Ein Alpenkrimi
- 2011: Das dunkle Nest
- 2011: Der Alte – Schleichendes Gift
- 2011: Hubert und Staller – Bauernfänger
- 2011: Quelque part, mon fils (Mein eigen Fleisch und Blut) (TV)
- 2012: Der Staatsanwalt – Gefangen und erpresst
- 2012: Doppelgängerin
- 2012: Der Cop und der Snob (série télévisée)
- 2012: Un cas pour deux (Ein Fall für zwei) – Letzte Worte
- 2012: Nägel mit Köppen
- 2013: Un cas pour deux (Ein Fall für zwei) (1 épisode)
- 2013: Wie Tag und Nacht (TV)